# Charles Poulié
Charles Poulié, né le 4 février 1845 à Graulhet (Tarn) et mort le 16 juillet 1914 à Graulhet, est un homme politique français.

## Biographie
Industriel, il est mégisseur, fabricant de colle forte. Conseiller municipal de Graulhet, il est député du Tarn de 1889 à 1893, siégeant à droite.

## Sources
- Ressource relative à la vie publique :   - Base Sycomore
- « Charles Poulié », dans le Dictionnaire des parlementaires français (1889-1940), sous la direction de Jean Jolly, PUF, 1960 [détail de l’édition]